# NetherRealm Studios
NetherRealm Studios es una empresa desarrolladora de videojuegos estadounidense con sede en Chicago, Illinois, propiedad de Warner Bros. Games. Liderada por Ed Boon, veterano de la industria de los videojuegos y cocreador de Mortal Kombat, el estudio se encarga del desarrollo de videojuegos de lucha, principalmente de la serie Mortal Kombat e Injustice.

## Historia
El 12 de febrero de 2009, Midway Games se declaró en bancarrota (capítulo 11) en los Estados Unidos. Posteriormente, Warner Bros. tras varias ofertas para comprar la empresa, adquirió prácticamente todos los activos, incluyendo Mortal Kombat, This Is Vegas y la estructura societaria de Midway Games, el 10 de julio de 2009. Si bien Warner Bros. cerró la mayor parte de la sede de Midway Games en Chicago y los estudios de desarrollo de San Diego y Newcastle, conservó el estudio de Chicago, que pasó a formar parte de Warner Bros. Interactive Entertainment (ahora Warner Bros. Games). El estudio restante pasó a llamarse WB Games Chicago varios días después. El 20 de abril de 2010, el estudio se reincorporó como NetherRealm Studios, fusionándose con Midway Games en sustitución de WB Games Chicago. En su logo se puede ver al personaje Scorpion con una cadena y el nombre de NetherRealm viene de un reino ubicado en el universo de Mortal Kombat.
La primera producción de NetherRealm fue la novena entrega de la serie Mortal Kombat, Mortal Kombat (2011), lanzado en abril de 2011 para las plataformas Xbox 360 y PlayStation 3. Su primer juego de propiedad intelectual original, Injustice: Gods Among Us, basado en el Universo DC, se lanzó en 2013. El éxito de ambos juegos permitió el desarrollo de sus respectivas secuelas: Mortal Kombat X en 2015 e Injustice 2 en 2017. Además, NetherRealm desarrolló versiones para Android e iOS de Batman: Arkham City Lockdown, Batman: Arkham Origins y WWE Immortals. La compañía también desarrolló Mortal Kombat 11, que se lanzó el 23 de abril de 2019, y posteriormente Mortal Kombat 1, lanzado el 19 de septiembre de 2023. El 18 de octubre de 2022, NetherRealm anunció que estaba trabajando en Mortal Kombat: Onslaught, un juego de rol cinematográfico para móviles que fue lanzado en 2023.
En julio de 2024, se informó que la división de juegos móviles del estudio se cerró y al menos 50 empleados fueron despedidos. La compañía anunció que Mortal Kombat: Onslaught cerraría en octubre de ese mismo año.

## Videojuegos
| Año  | Título                           | Plataforma(s)                                                                                           | Notas |
| ---- | -------------------------------- | --- | --- |
| 2011 | Mortal Kombat                    | Windows, PlayStation 3, PlayStation Vita, Xbox 360                                                      | Versión para Microsoft Windows desarrollada por High Voltage Software                                                                                    |
| 2011 | Mortal Kombat: Arcade Kollection | Windows, PlayStation 3, Xbox 360                                                                        | |
| 2011 | Batman: Arkham City Lockdown     | Android, iOS                                                                                            | |
| 2013 | Injustice: Gods Among Us         | Windows, PlayStation 3, PlayStation 4, PlayStation Vita, Wii U, Xbox 360, Xbox One, Android, iOS        | Versiones para PlayStation 4 y Microsoft Windows desarrolladas por High Voltage Software; versión para PlayStation Vita desarrollada por Armature Studio |
| 2013 | Batman: Arkham Origins           | Android, iOS                                                                                            | |
| 2015 | Mortal Kombat X                  | Windows, PlayStation 4, Xbox One, Android, iOS                                                          | Versión de Microsoft Windows inicialmente portada por High Voltage Software, luego reemplazada por QLOC                                                  |
| 2015 | WWE Immortals                    | Android, iOS                                                                                            | |
| 2017 | Injustice 2                      | Windows, PlayStation 4, Xbox One, Android, iOS                                                          | Versión de Microsoft Windows portada por QLOC |
| 2019 | Mortal Kombat 11                 | Windows, Nintendo Switch, PlayStation 4, PlayStation 5, Xbox One, Xbox Series X/S, Android, iOS, Stadia | Versión de Microsoft Windows portada por QLOC; versión de Nintendo Switch portada por Shiver Entertainment                                               |
| 2023 | Mortal Kombat 1                  | Windows, Nintendo Switch, PlayStation 5, Xbox Series X/S                                                | Versión de Microsoft Windows portada por QLOC; versión de Nintendo Switch portada por Shiver Entertainment y Saber Interactive                           |
| 2023 | Mortal Kombat: Onslaught         | Android, iOS                                                                                            | |

## Controversia
Poco después del lanzamiento de Mortal Kombat 11, surgieron varias declaraciones independientes de exempleados sobre las supuestas prácticas del estudio y las condiciones laborales generales durante el desarrollo de sus últimos cuatro juegos, en lo que describieron como un lugar de trabajo tóxico con casos comunes de discriminación de género, así como tiempos de crunch severos. En mayo de 2019, NetherRealm emitió un comunicado que decía: «En NetherRealm Studios, apreciamos y respetamos enormemente a todos nuestros empleados y priorizamos la creación de una experiencia laboral positiva. Como empleador que ofrece igualdad de oportunidades, fomentamos la diversidad y tomamos medidas constantemente para reducir los tiempos de crisis para nuestros empleados. Estamos investigando activamente todas las acusaciones, ya que nos tomamos estos asuntos muy en serio y siempre trabajamos para mejorar el ambiente laboral de nuestra empresa. Hay formas confidenciales para que los empleados planteen cualquier inquietud o problema». Tras el comunicado, NetherRealm le dio al estudio el fin de semana libre.
Ese mismo mes, otro artículo de Kotaku informó sobre el costo mental que los desarrolladores estaban asumiendo al desarrollar videojuegos excesivamente violentos: un desarrollador detalló historias sobre cómo el equipo veía imágenes y videos de asesinatos o matanzas de animales como material de referencia, lo que causaba pesadillas y eventualmente insomnio, con un diagnóstico de trastorno de estrés postraumático.